# Флорес (остров, Канада)

Остров Флорес (на английски: Flores Island) е 31-вият по големина остров край западните брегове на Канада в Тихия океан. Площта му е 150 km2, която му отрежда 128-о място сред островите на Канада. Административно принадлежи към канадската провинция Британска Колумбия.
Островът се намира край западното крайбрежие на остров Ванкувър, от който на северозапад, север и североизток го отделят заливите Сидни и Шелтър и протоците Хейдън (минимална ширина 200 м) и Милар. Дължината му от север на юг е 17 км, а максимална ширина – 12 км.
Бреговата линия с дължина 82 км е слабо разчленена. На югоизточното крайбрежие, дълбоко във вътрешността на острова се врязва залива Матилда, заграден от изток с полуостров Макнийл. Край южните и югозападните брегове има изобилие от малки островчета и скали.
По-голямата част на острова е хълмиста и планинска с максимална височина от 886 метра (връх Маунт Флорес). Има няколко езера, най-голямо от които е езерото Райли в северозападната част.
Климатът е умерен, морски, влажен, предпоставка за пълноводни почти през цялата година къси реки. Островът е едно от най-влажните места на Северна Америка. Голяма част от острова е покрита с гъсти иглолистни гори, които предоставят идеални условия за богат животински свят. В най-югоизточната част от острова са създадени два провинциални парка: „Флорес“ и „Гибсън“. Целият остров попада в биосферния резерват Клейкуот Саунд (Clayoquot Sound)
Югозападното крайбрежие на острова е открито през 1774 г. от испанския мореплавател Хуан Хосе Ернандес Перес, но чак през 1791 г. друг испански мореплавател Франсиско де Елиза (1759-1825) първи плава през заливите Сидни и Шелтър и протоците Хейдън и Милар и доказва островното му положение. Той кръщава новооткрития остров в чест на Мануел Антонио Флорес (1722-1799), вицекрал на Нова Испания (Мексико) в периода 1787-1789 г.
В миналото островът е бил обитаван от индиански племена от народа нуу-ча-нулт (нутка), но на Флорес има само две малки селища Мактозис (около 900 души) и Ахосат, казположени в югоизточната част на острова, на брега на залива Матилда, като населението е предимно индианско и се занимава главно с риболов и обслужване на множеството туристи посещаващи острова.